# Кальеха, Феликс
Феликс Мария Кальеха дель Рей (исп.  Félix María Calleja del Rey, primer conde de Calderón) (1 ноября 1753, Медина-дель-Кампо, Испания — 24 июля 1828, Валенсия, Испания) — испанский военный и государственный деятель, вице-король Новой Испании с 4 марта 1813 года по 20 сентября 1816 года, во время войны за независимость Мексики. За службу в Новой Испании Кальеха был удостоен титула графа Кальдерона.

## Ранние годы
Он родился 1 ноября 1753 года в Медина-дель-Кампо. Его полное имя было бы «Феликс Мария Кальеха дель Рей Брудер Лосада Кампаньо и Монтеро де Эспиноса». Он поступил на военную службу в очень раннем возрасте, где выделялся своим умом и специализировался на военной картографии. Участвовал в неудачной экспедиции против Алжира в 1775 году. В звании лейтенанта он принял участие в отвоевании меноркского порта Маон в 1782 году и в том же году, в сентябре, находился в составе испанской армии, безуспешно осаждавшей Гибралтар.
Капитан и директор Военного колледжа Эль-Пуэрто-де-Санта-Мария с 1784 по 1788 год, Феликс Мария Каллеха дель Рей прибыл в Новую Испанию в 1789 году, сопровождая 2-го графа Ревильяджигедо, когда он вступил в должность вице-короля. Человек большой серьезности и строгости, Кальеха первоначально занимал должность капитана пехоты в полку Савойя, которую он сменил на должность в полку Пуэбла. Затем он был назначен командиром пехотной бригады муниципалитета Сан-Луис-Потоси. При правительстве вице-короля Мигеля Хосе де Азанса, жестоко подавил мятежи в этом секторе наместничества. Он также боролся с индейцами равнин и англо-американскими флибустьерами, проникающими на далекую и почти необитаемую территорию Техаса. Под его началом находился тогдашний полководец Игнасио Альенде, впоследствии ставший одним из героев мексиканской независимости.
26 января 1807 года он женился на Марии Франсиске де ла Гандара де Кальеха, дочери Мануэля Херонимо де ла Гандара, владельца гасьенды Бледос.

## Генерал роялистской армии
Некоторые историки считают Кальеху одним из крупных военачальников, когда-либо сражавшихся в Мексике, из-за его проницательных, но иногда варварских методов. С кличем Долорес Мигеля Идальго 16 сентября 1810 года сторонники независимости поднялись во многих местах Новой Испании. В течение месяца от рук повстанцев пали многие крупные города в центральной части страны, в том числе Селайя (21 сентября), Гуанахуато (28 сентября), Сакатекас (7 октября), Вальядолид (17 октября), Гвадалахара (11 ноября).
В Монте-де-лас-Крусес, у ворот Мехико, 80 000 повстанцев под командованием Идальго и Игнасио Альенде нанесли поражение роялистам 30 октября 1810 года. В Мехико царила паника. Однако в момент явной нерешительности отец Идальго приказал отступить к Вальядолиду. Причина этого никогда не была должным образом объяснена.
После отступления повстанцев вице-король Франсиско Хавьер Венегас приказал Кальехе, теперь бригадному генералу, командующему кавалерийской дивизией, выступить из Сан-Луис-Потоси на помощь столице. На марше между Керетаро и Мехико Кальеха встретил повстанцев на равнинах Сан-Херонимо-Акулько, где он уничтожил их 7 ноября 1810 года. Затем он отвоевал Гуанахуато 25 ноября и Гвадалахару 21 января 1811 года.
Кальеха снова решительно победил повстанцев в битве у моста Кальдерон 17 января 1811 года. Повстанцы были на грани победы, когда граната подожгла фургон с боеприпасами в их лагере, посеяв замешательство. Роялисты воспользовались этим и разгромили повстанцев. Остатки повстанческих сил, включая Идальго и других лидеров, начали отступать в сторону США. Лидеры были схвачены роялистами и казнены.
4000 солдат Кальехи стали основой роялистской армии Центра, которая сражалась с Идальго, Игнасио Лопесом Районом и отцом Хосе Марией Морелосом.
Кальеха отступил в Мехико после неудачной 72-дневной осады Морелоса в Куаутле. В своем доме в Мехико он принял роялистов, недовольных неспособностью вице-короля Венегаса подавить восстание. Audiencia и другие официальные лица решили пожаловаться на вице-короля Регентству в Кадисе .

## Вице-король Новой Испании

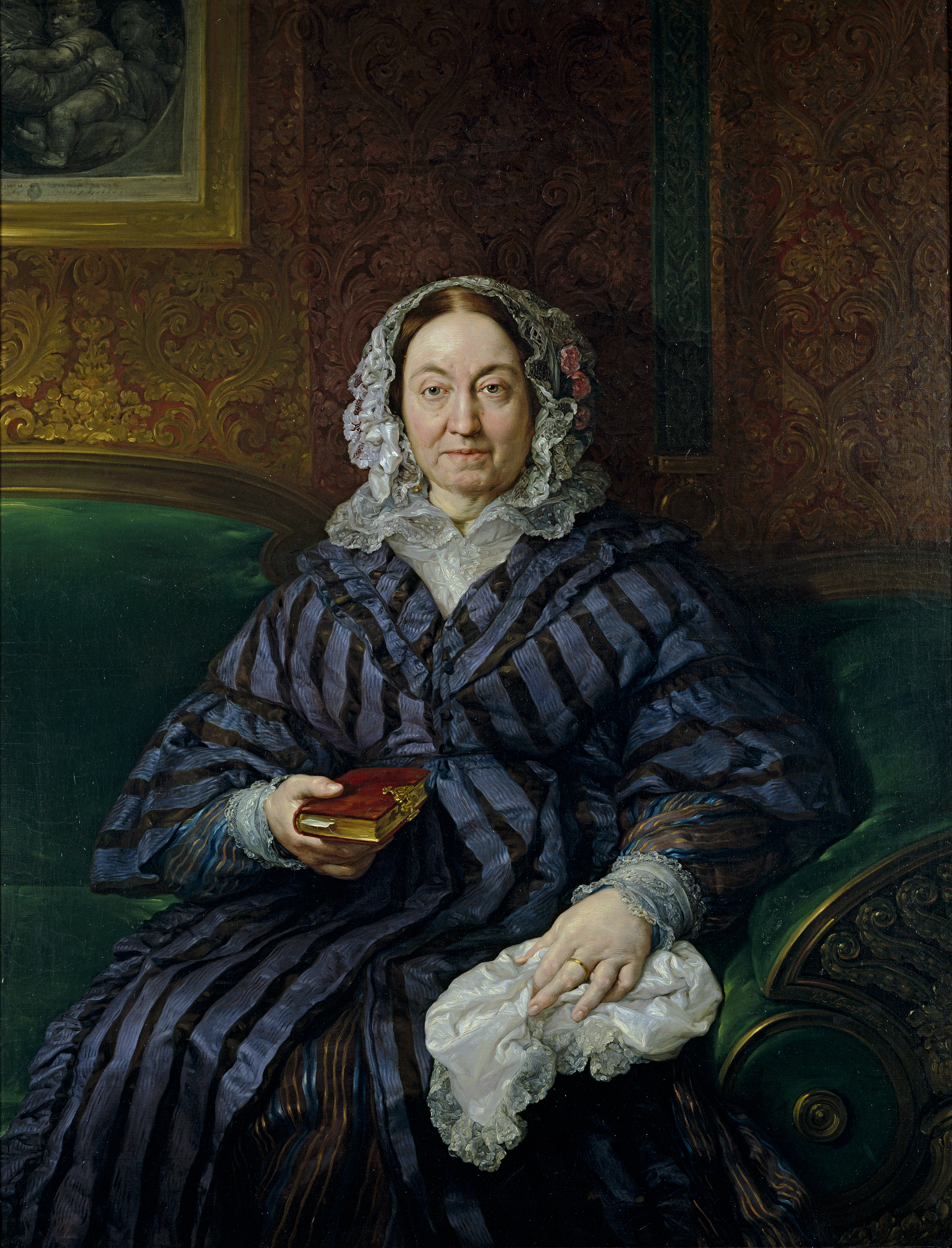
Мария Франсиска де ла Гандара, супруга Феликса Кальехи (1846), автор портрета Висенте Лопес (Музей дель Прадо).

Кальеха получил назначение на замену Венегасу 28 января 1813 года, но фактически не занимал этот пост до 4 марта. Его первоначальная оценка положения дел не была обнадеживающей. Государственная казна была пуста, и колониальное правительство имело большой долг. Войскам задолжали более двух миллионов песо. Целым подразделениям не хватало подходящего обмундирования и обуви. Вооружение было в плохом состоянии, не хватало лошадей.
Со свойственной ему энергией он бросился исправлять ситуацию. Он конфисковал имущество инквизиции, которое было упразднено испанской конституцией 1812 года. Он запросил ссуду в два миллиона песо у коммерческого сектора. Он отдал на откуп алькабала (налог с продаж), чтобы улучшить его сбор. Он реорганизовал государственную казну и потребовал строгого учета доходов и расходов наместничества. Он восстановил торговлю и почтовую службу, которые были прерваны войной с повстанцами. На собранные деньги он сформировал мощную армию, хорошо оснащенную, оплачиваемую, вооруженную и дисциплинированную.
В конце 1813 года эпидемия лихорадки унесла жизни десятков тысяч человек. Морелос захватил Акапулько 20 апреля 1813 года. 6 ноября 1813 года повстанческий Конгресс Анауака, собравшийся в Чильпансинго, провозгласил независимость Мексики. 22 октября 1814 года повстанческий Конгресс Апацингана обнародовал конституцию.
Тем временем в Испании на трон вернулся король Фердинанд VII. Он отменил Конституцию Испании 14 мая 1814 года и восстановил государственные учреждения в том виде, в каком они были в 1808 году. Указом от 21 июля 1814 года он восстановил инквизицию. 19 мая 1816 года он разрешил иезуитам вернуться в Мексику, изгнанным в конце восемнадцатого века.
Кальеха высылал многих повстанцев на Кубу, а теперь начал высылать их на Филиппины. С захватом и последующей казнью Морелоса 22 декабря 1815 года восстание снова, казалось, подошло к концу. Но вскоре оно вспыхнуло снова с восстанием Висенте Герреро на юге. Правление Кальехи стало более диктаторским.
Кальеха был решительным, беспринципным, жестоким правителем, терпящим многочисленные злоупотребления своих командиров. Его боялись, а также ненавидели даже некоторые из наиболее либеральных роялистов. Они обвинили его жестокие методы в том, что они вызвали новые восстания после смерти Морелоса. Их жалобы на его диктаторские методы поступили в Мадрид, и 20 сентября 1816 года он был освобожден от занимаемой должности.

## Возвращение в Испанию
Он вернулся в Испанию, где получил титул графа де Кальдерон, стал кавалером Большого Креста Ордена Изабеллы Католической и кавалером Большого Креста Ордена Святого Херменегильдо. Он был назначен генерал-капитаном в Андалусии и губернатором Кадиса. Ему было поручено организовать экспедиционную армию в Америку. Он был взят в плен Рафаэлем Риего, чье восстание против Фердинанда VII положило начало Либеральной Реставрации 1820 года, и оставался в заключении на Майорке до краха восстания, после чего был освобожден и восстановлен в прежнем звании и должностях.
Он был генерал-капитаном Валенсии на момент своей смерти в 1828 году.